# Bulbophyllum jaapii
Espèce
Statut de conservation UICN

 CR  : 
En danger critique
Bulbophyllum jaapii Szlach. & Olszewski est une espèce de plantes à fleurs de la famille des Orchidaceae et du genre Bulbophyllum. C'est une orchidée endémique du Cameroun.

## Étymologie
Son épithète spécifique jaapii rend au hommage au botaniste néerlandais Jaap J. Vermeulen (en), spécialiste du genre Bulbophyllum.

## Description
C'est une herbe épiphyte de la famille des Orchidaceae, possédant des pseudobulbes bifoliés étroitement cylindriques à cannelures verticales, des feuilles sessiles, étroitement lancéolées, épaisses et coriaces, avec une nervure médiane et des marges violettes, une inflorescence dense et rachis non épaissi, des fleurs petites, glabres, un labelle linéaire et brièvement cilié.

## Distribution
Très rare, on la trouve au Mont Koupé au Cameroun.